# 2000 SG344
2000 SG344 – planetoida należąca do grupy Apolla oraz obiektów NEO. Asteroida została odkryta w 29 września 2000 roku w Mauna Kea Observatory za pomocą teleskopu UH88 przez Davida Tholena i Roberta Whiteleya. Nazwa planetoidy jest oznaczeniem tymczasowym, nie posiada też jeszcze oficjalnej numeracji.

## Orbita
2000 SG344 okrąża Słońce w ciągu 353 dni w średniej odległości 0,98 j.a. Nachylenie jej orbity względem ekliptyki to 0,11°, a mimośród jej orbity wynosi 0,07. Orbita tej planetoidy jest bardzo zbliżona do orbity Ziemi. 
W ramach przygotowań do eksploracji dalszych części Układu Słonecznego amerykańska agencja NASA rozważa projekt lądowania na planetoidzie 2000 SG344. W projekcie tym wykorzystany miałyby zostać statek kosmiczny Orion. Misja ta miałaby trwać trzy miesiące. Planetoida ta ma ponownie przelecieć w pobliżu Ziemi w 2030 roku.